# Nasarna
Nasarna (italienska: I magliari) är en italiensk-fransk dramakomedi från 1959 i regi av Francesco Rosi.

## Utmärkelser
Filmen vann Nastro d'argentos pris för bästa filmfotografi 1960.

## Rollista i urval
- Alberto Sordi - Ferdinando Magliulo, "Totonno"
- Belinda Lee - Paula Mayer
- Renato Salvatori - Mario Balducci
- Nino Vingelli - Vincenzo
- Aldo Giuffrè - Armando
- Aldo Bufi Landi - "Rodolfo Valentino"
- Nino Di Napoli - Ciro
- Jacqueline Vandal - Frida
- Josef Dahmen - Herr Mayer
- Carmine Ippolito - don Raffaele Tramontana
- Pasquale Cennamo - don Gennaro
- Salvatore Cinque - Ciccillo